# HD216494
HD216494 — хімічно пекулярна зоря спектрального класу
B9 й має видиму зоряну величину в смузі V приблизно 5,8.
Вона  розташована на відстані близько 657,6 світлових років від Сонця.

## Пекулярний хімічний склад
Зоряна атмосфера HD216494 має підвищений вміст 
Hg
.

## Магнітне поле
Спектр даної зорі вказує на наявність магнітного поля у її зоряній атмосфері.
Напруженість повздовжної компоненти поля оціненої з аналізу
наявних ліній металів
становить  326,7± 117,4 Гаус.